# Aberdeen (Mississippi)
Aberdeen è una città (city) degli Stati Uniti d'America, capoluogo della contea di Monroe, nello Stato del Mississippi.
La città era uno dei maggiori porti del Novecento nel Mississippi, in quanto è situata sulle rive del fiume Tombigbee. Una delle merci più scambiate nel porto era il cotone, e per un tempo Aberdeen fu la seconda città più popolosa del Mississippi. Ad oggi Aberdeen è una delle città con più edifici storici del Mississippi. In primavera, Aberdeen ospita numerosi pellegrinaggi nelle sue case pre-guerra.